# Johannes Savelsberg
Johannes Savelsberg (Taufname: Joseph Savelsberg; * 28. Juni 1913 in Burtscheid; † 6. Dezember 1939 in Till-Moyland) war ein deutscher römisch-katholischer Ordensbruder, Salvatorianer und Märtyrer.

## Leben
Savelsberg wuchs als Sohn der Eheleute Rudolf Savelsberg und Maria, geborene Emmerich, in Aachen auf. 1933 trat er im Kloster Steinfeld in den Salvatorianerorden ein und nahm den Ordensnamen Johannes an. Am 31. Mai 1934 legte er die Profess ab. Stationen seines Wirkens waren Welkenraedt und Klausheide (Hövelhof). 1938 wurde er in Detmold als Infanterist ausgebildet. Nach Erneuerung seines Ordensgelübdes am 17. Dezember 1938 wurde er Mitte 1939 zum Militärdienst einberufen.
Im September 1939 wurde seine Einheit in Moyland bei Kalkar einquartiert. Da er Hitlers Angriffskrieg gegen das katholische Polen missbilligte und ohnehin nicht auf Menschen schießen wollte, desertierte er am 3. Dezember in Richtung der Niederlande, wurde an der Grenze aufgegriffen und am 5. Dezember durch ein Kriegsgericht zum Tode verurteilt. Die ihm vom Gericht nahegelegte Ausrede, er habe sich im Wald verirrt, lehnte er ab. Am 6. Dezember wurde er erschossen und auf dem Friedhof in Till begraben. 1948 wurden seine sterblichen Überreste in die Kriegsgräberstätte Donsbrüggen umgebettet.

## Gedenken
Die deutsche katholische Kirche hat Johannes Savelsberg als Blutzeugen aus der Zeit des Nationalsozialismus in das deutsche Martyrologium des 20. Jahrhunderts aufgenommen. Im Gedächtnisraum des Ehrenfriedhofs Donsbrüggen ist auf den Gedenkplatten sein Name eingetragen („Jos. Savelsberg“).